# Rowan Williams
Rowan Douglas Williams, baron Williams af Oystermouth PC FBA FRSL FLSW (født 14. juni 1950 i Swansea, Wales) 
blev valgt til ærkebiskop af Canterbury den 2. december 2002, og han var ærkebiskop indtil 31. december 2012. Dermed var han leder af den engelske kirke og symbolsk, åndeligt overhoved for den anglikanske kirke på verdensplan. Han har en fortid som bl.a. professor i teologi ved Oxford Universitet, biskop af Monmouth og ærkebiskop af Wales. 
I januar 2013 blev han "Master of Magdalene College" på Cambridge Universitet.